# Mul
Prin mul (din franceză mull și germană Mull) se înțelege un humus bogat în nutrienți, care se găsește în solurile bine aerate, cum sunt cele specifice pădurilor de foioase. Mulul este caracteristic solurilor în care descompunerea masei vegetale se face mai repede decât acumularea ei.
Humusul de tip mul ia naștere în ogoare prin descompunerea substanței organice de către organisme în condiții aerobe.  În solurile cu humus de tip mul, un rol important în descompunerea substanței organice este preluat de macrofaună, în special de lumbricide. 
Există mai multe feluri de humus de tip mul: 
- mul calcic, rezultat prin descompunerea rapidă a substanțelor organice în condițiile unei vegetații de stepă, dezvoltate pe o rocă-mamă calcaroasă.
- mul forestier, care apare ca un strat subțire, brun-cenușiu, în zona pădurilor de foioase, în prezența ciupercilor din sol, pe rocă-mamă necalcaroasă.